# Il Divo
Il Divo é um quarteto musical multinacional que combina ópera e música clássica com pop e outros gêneros, o estilo conhecido internacionalmente como crossover clássico. O grupo é composto por um quarteto vocal de cantores: o suíço Urs Bühler, o espanhol Carlos Marín (até 2021), o estadunidense David Miller e o francês Sébastien Izambard.
Desde a sua criação  Il Divo  tem tido grande sucesso em todo o mundo, vendendo à data de 2014, mais de 26 milhões de cópias de registros em todo o mundo e ganharam mais de 160 discos de ouro e platina em 35 países através da introdução de uma revolução na música clássica especialmente,  legitimando um novo estilo musical, o chamado  popera  ou  pop ópera  dentro do gênero de crossover clássico.
 Il Divo  tornou-se um grupo de referência internacional, uma vez que em 2005 chegou a estar no primeiro grupo de classical crossover da história ao obter o primeiro lugar na lista de Billboard 200 American. Na América, eles conseguiram com seu álbum de estreia Il Divo, tornar-se o primeiro grupo britânico que entrou para o número #1 das listas e  The Promisse  conseguiu bater o recorde de vendas na primeira semana. Seus quatro primeiros álbuns, Il Divo, Ancora, Siempre e The Promise. Não há posições alcançado 50 #1 nas paradas de álbuns em todo o mundo.
Em 2006, foram registrados na Guinness World Records como o projeto internacional mais comercialmente bem sucedido na história do pop, este ano entrou na lista de álbuns mais vendidos no mundo, com 5.000.000 cópias somente em 2006.
```
Em palcos de todo o mundo também alcançaram grande sucesso tendo vendido "apenas" mais de dois milhões de bilhetes para concertos a partir de seus primeiros quatro álbuns e sua primeira turnê mundial esgotou em 69 cidades de 18 países.
[
5
]
```

O grupo foi projetado e associado em 2003 pelo produtor musical Cowell para o registro Syco Music.
Cowell, batizou o grupo como Il Divo, uma palavra italiana que significa “Artista Divino”.
Il Divo é notável por sua mistura musical da ópera (cantando ópera e música clássica) com temas de diferentes gêneros, como música latina, boleros, folclore, música sacra, e a interpretação de canções icônicas.
Em 2011 ele foi premiado com o prêmio de Artista da Década (Melhor Artista da Década) no Brits clássical realizada na Royal Albert Hall de Londres. Entre outros, em 2015 recebeu o Prêmio PPL clássico no dinheiro Clef Silver Award 2015.

## A carreira musical

### Gênese
Idealizado pelo britânico Simon Cowell, o quarteto de pop-ópera Il Divo, se formou no ano de 2004, por integrantes com consolidadas carreiras solo.
Em relação à ideia de se criar o grupo está não está totalmente clara, existem duas versões: a primeira contada pelo barítono do grupo Carlos Marin em uma entrevista em 2005 com a revista Elle canadense, em que especificou que a ideia surgiu depois que Simon Cowell viu uma apresentação de "Os Três Tenores" na televisão. A outra versão contada pelo próprio Cowell no mesmo ano, durante o programa norte-americano Today para a apresentadora Katie Couric, que contou que a ideia surgiu após assistir a um episódio de "The Sopranos" onde a esposa de Tony Soprano, Carmela, estava ouvindo Con te partirò.
Consciente desta nova visão para vozes líricas e música clássica, ele decidiu formar um quarteto multinacional (com membros oriundos da Espanha, Suíça, França e Estados Unidos, sendo o nome em italiano) que tentava recriar o estilo de Os Três Tenores.
Simon Cowell conduziu uma busca mundial por jovens cantores que estivessem dispostos a embarcar no projeto do Il Divo, que durou dois anos, de 2001 até dezembro de 2003. A formação bem estabelecida do Il Divo compreende em um renomado barítono espanhol Carlos Marín, dois tenores de formação clássica, o suíço Urs Bühler e o norte-americano David Miller, e um cantor pop francês, Sébastien Izambard.
David havia atuado em mais de 40 óperas e estava trabalhando na ópera La Bohème de Puccini na Broadway. Carlos cantava em musicais e óperas. Urs cantava na Ópera dos Países Baixos há 7 anos e Sébastien era um cantor popular na França.

### Consagração e sucessos
O primeiro CD foi um verdadeiro sucesso, vendendo mais de 5 milhões de cópias em menos de 1 ano, ultrapassando a marca de cantores mais conhecidos.
Conhecidos por cantar novas versões de clássicos da música internacional, o grupo já gravou quatro CDs. No Brasil, a música Regresa a Mi (uma versão em espanhol de Unbreak My Heart, conhecida na voz de Toni Braxton) tornou o grupo bastante conhecido por ter sido incluída na trilha sonora da novela América, da Rede Globo.
O quarteto também já cantou em conjunto com outros artistas, como aconteceu com Celine Dion na canção I Believe in You. Com Toni Braxton em Times of Our Lives, tema da Copa do Mundo de Futebol de 2006 e também foram convidados para participar de 20 concertos da tournée de Barbra Streisand.

### Uma década de sucesso
Em 2014, no 10.º aniversário da publicação de seu primeiro álbum, vendeu mais de 26 milhões de álbuns em todo o mundo, atingindo mais de 50 o número um de vendas e recebimento de 160 discos de ouro e platina em mais de 33 países diferente.
Em 2011 ele foi premiado com o prêmio de  Artista da Década (Melhor Artista da Década) no dinheiro  Brits clássical  realizada na Royal Albert Hall de Londres.  Entre outros, em 2015 recebeu o Prêmio PPL clássico no dinheiro  Clef Silver Award 2015 .

## Características Artísticas

### Multilíngue
O quarteto toca suas músicas internacionalmente em castelhano, inglês, Português, Italiano, Francês, Latim e Japonês.
Possuidores de uma qualidade vocal impressionante, entrosamento e emoção, o quarteto conquistou multidões de fãs por onde passaram e atualmente consolida-se como um grande sucesso da música internacional.
A maioria das canções são interpretadas em língua espanhola, como eles mesmos dizem que «o espanhol é a língua do Romantismo».

### Styling
Além da música, os membros do Il Divo também são conhecidos por sua imagem impecável, refinado e elegante, mas com algum toque inovador e flamboyant, sempre vestindo ternos de etiqueta Giorgio Armani.

## Outras atividades

### Filantropia
A 25 de abril de 2007, Il Divo realizado no American Idol um show que arrecadou dinheiro para crianças carentes em os EUA e África.
Il Divo é indiretamente com base em patrocínios e ajuda com a ONG francesa SMTA: Assistência Médica Toit du Monden desde 2005, que é Sébastien patrocinador oficial internacional. E com a Fundação de Crianças Sanfilippo é o embaixador mundial Sébastien.

## Galeria de Fotos

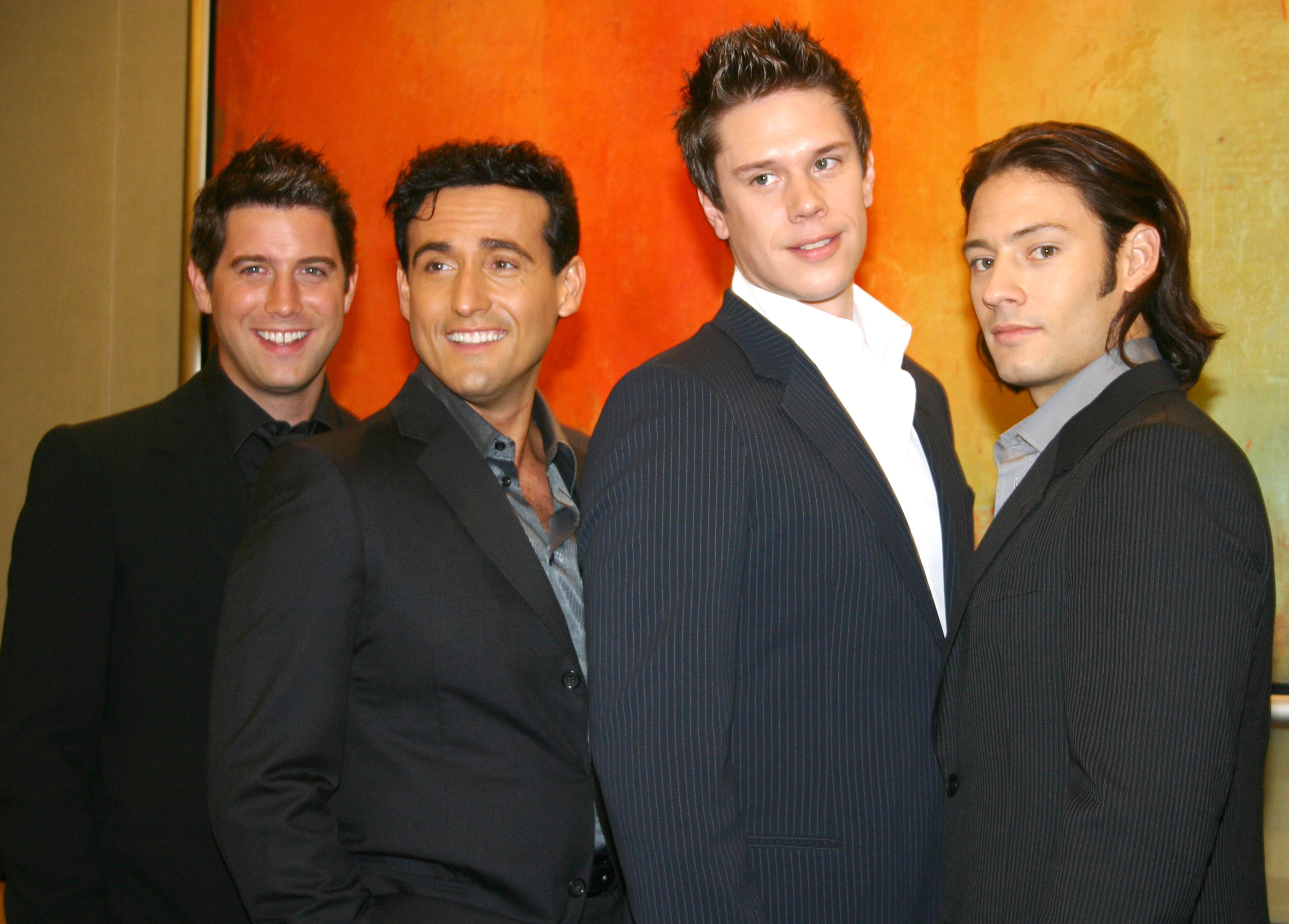
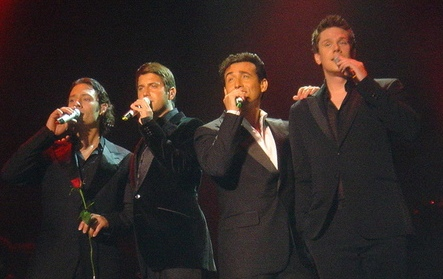
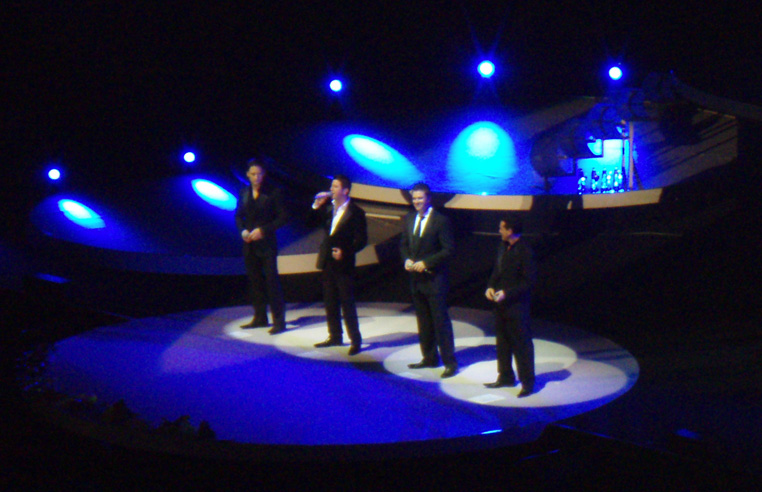
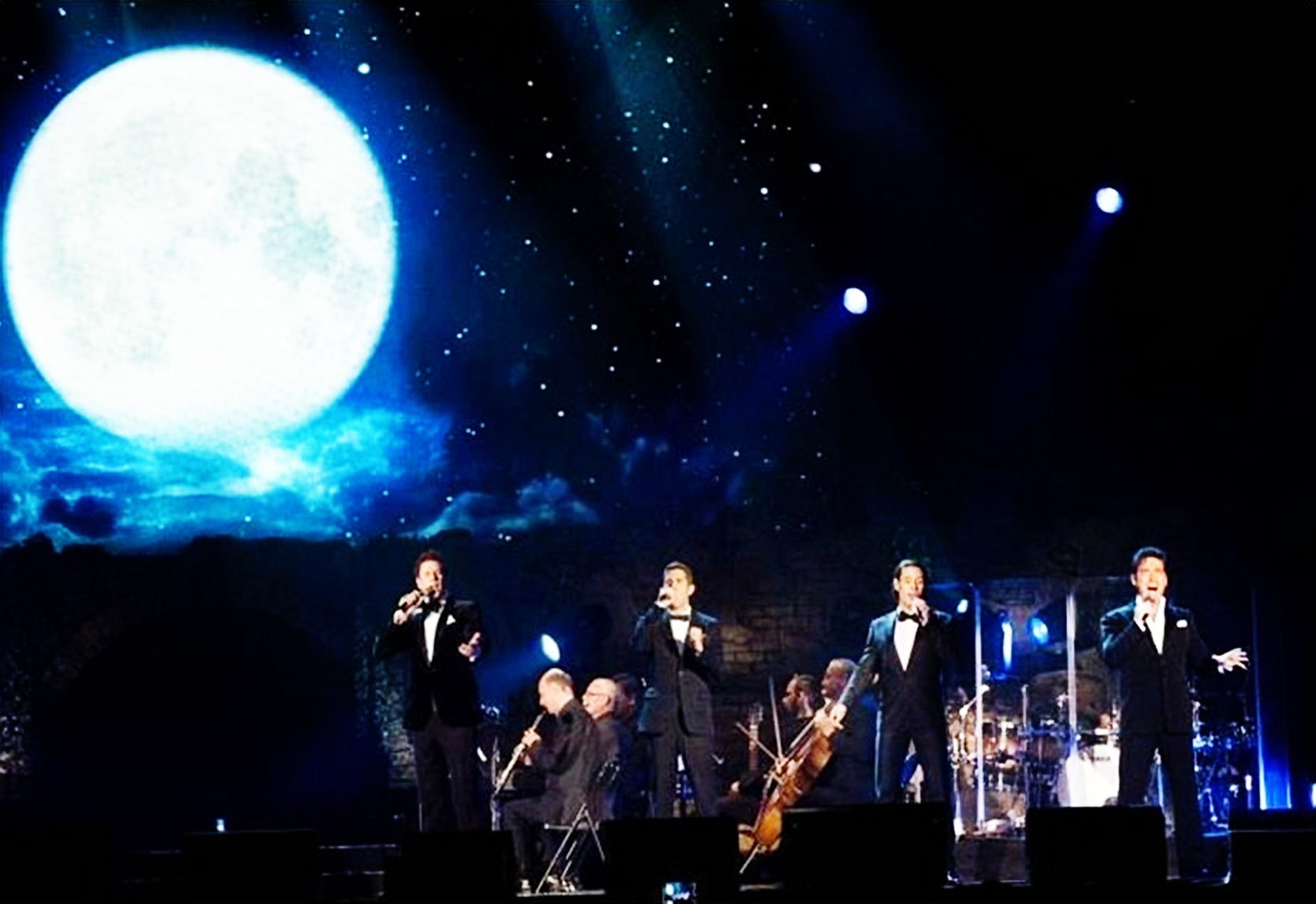
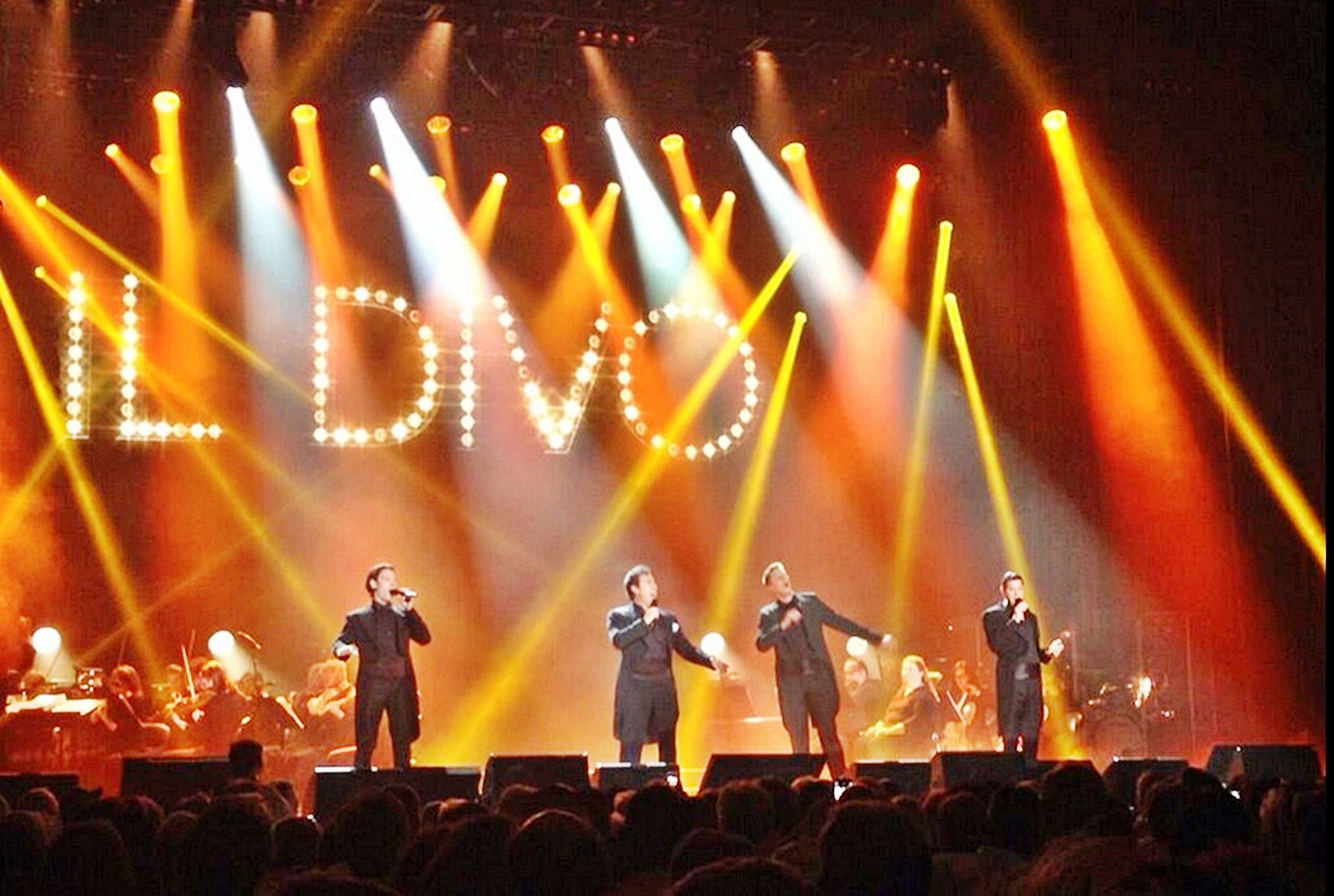
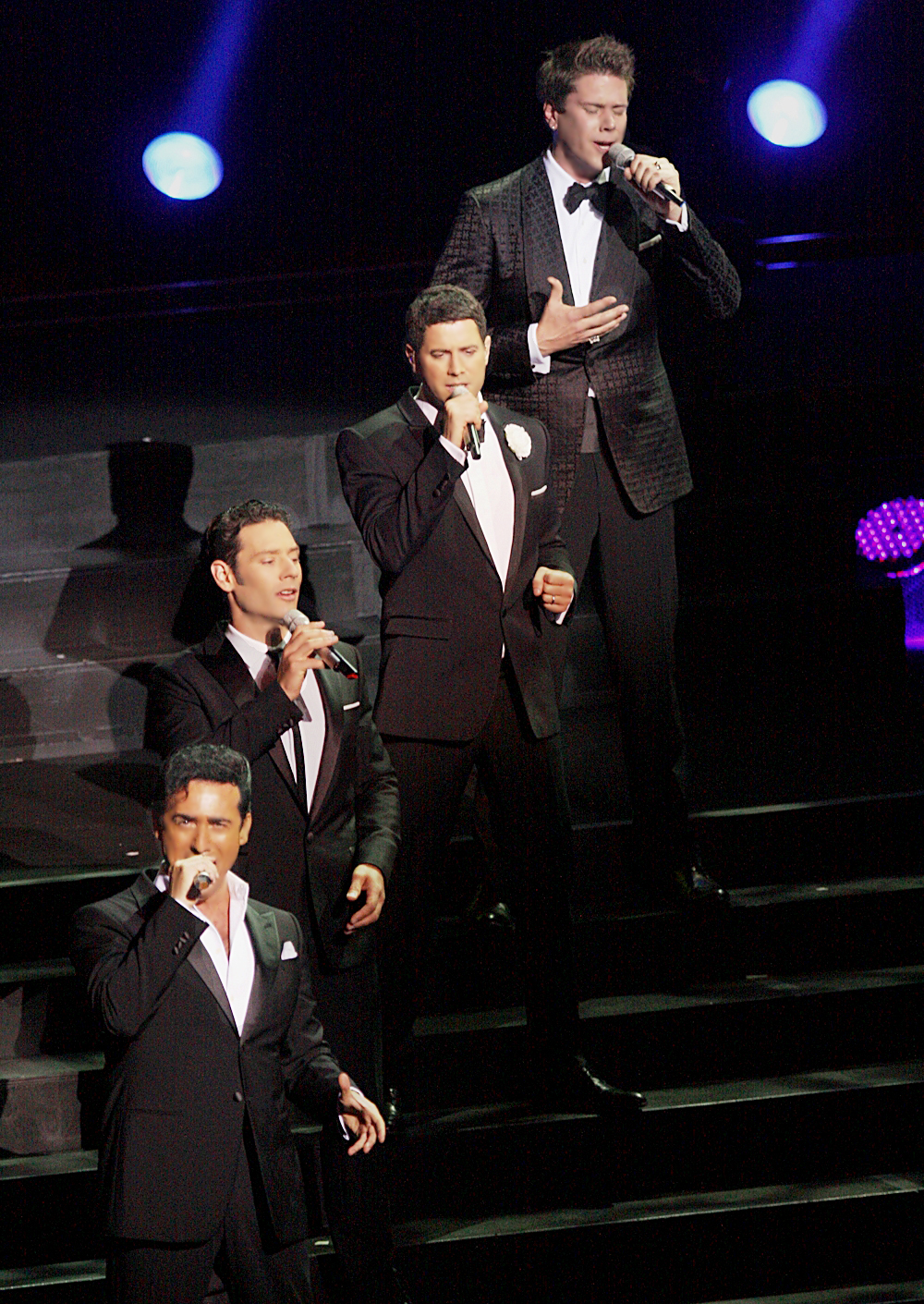

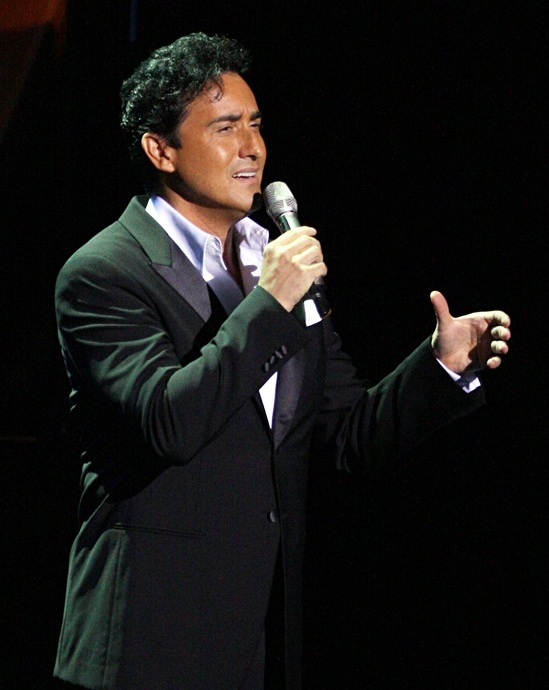
Carlos Marín
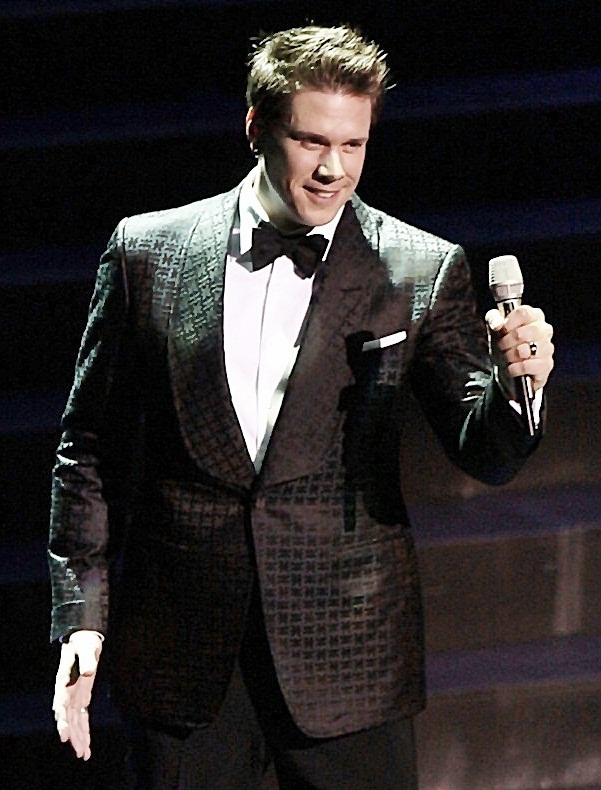
David Miller
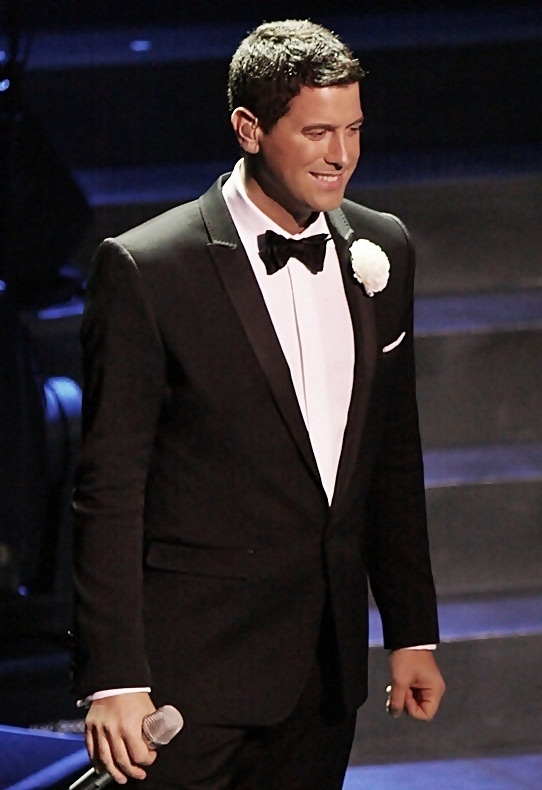
Sébastien Izambard
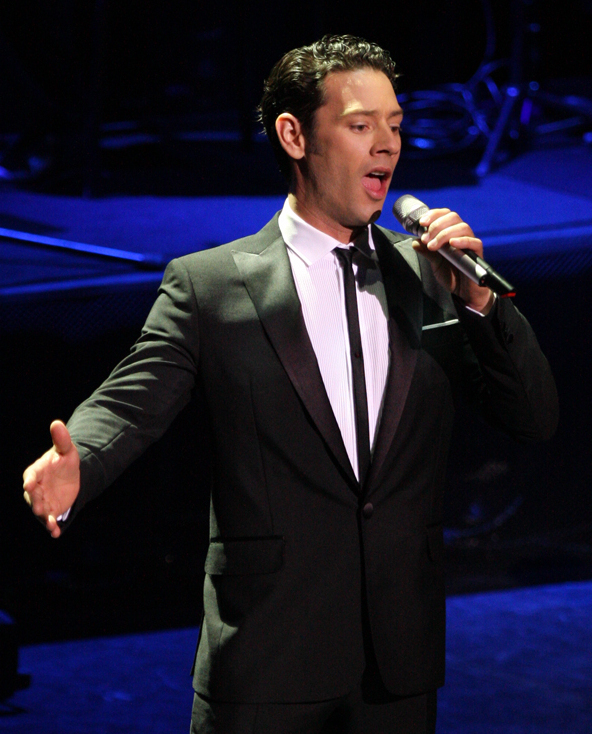
Urs Bühler

## Discografia
- Álbum de estúdio:

1. 2004 - Il Divo
2. 2005 - Ancora
3. 2006 - Siempre
4. 2008 - The Promise
5. 2011 - Wicked Game
6. 2013 - A Musical Affair
7. 2015 - Amor & Pasión

- Álbuns temporada:

1. 2005 - The Christmas Collection

- Álbuns de compilação:

1. 2012 - The Greatest Hits[24]

- Álbum ao vivo:

1. 2009 -  An Evening with Il Divo: Live in Barcelona
2. 2014 -  Live in Japan[25]

- Edições Especiais:

2005 -   Il Divo. Gift Pack
2006 -   Il Divo Collezione 
2006 -  Christmas Collection. The yule log
2008 -  The Promise. Luxury Edition
2011 -  Wicked game. Gift Edition
2011 -  Wicked Game. Limited Edition Deluxe Box Set
2012 -  The Greatest Hits. Gift Edition
2012 -  The Greatest Hits. Deluxe Limited Edition
2014 -  A Musical Affair. Track by track (Digital)
2014 -  A Musical Affair. Exclusive
2014 -  A Musical Affair. French versión
2014 -  Live in Japan. Japan Versión

## Videografia
- DvD / BluRay

1. 2004 - Live At Gottam Hall[35][36]
2. 2005 - Encore[37]
3. 2005 - Mamá [38]
4. 2006 - The Yule Log: The Christmas Collection[39]
5. 2006 - Live at the Greek Theater[40]
6. 2008 - At The Coliseum[41]
7. 2009 - An Evening with Il Divo: Live in Barcelona[42]
8. 2011 - Live At The London Coliseum[43]
9. 2014 - Live In Japan[44]

- Official video

1. Unbreak My Heart (Regresa a mi), filmado na Eslovénia, 2004 (dirigido por Sharon Maguire)
2. Mama, filmado em Tropea, Itália, 2005.
3. Time of our lives, com Toni Braxton para a Copa do Mundo da FIFA, 2006 (dirigido por Nigel Dick).

## Tours
- 2004: Il Divo Tour[45]
- 2005: Streisand The Tour[46][47]
- 2005: Il Divo Tour, Ancora [48]
- 2006: Il Divo World Tour[49]
- 2008: Il Divo Global Tour [50]
- 2008: An Evening with Il Divo - World Tour[51]
- 2009: Celebrate Christmas with Il Divo[52]
- 2011:  Il Divo Tour, Wicked Game[53]
- 2013: Il Divo & Orchestra in Concert - World Tour[54]
- 2013: A Musical Affair en el Teatro Marquis de Broadway[55]
- 2014:  A Musical Affair Tour[56]
- 2014: The Best of Il Divo - World Tour[57]
- 2016: Amor & Pasión Tour